# Il ciclone
Pour plus de détails, voir Fiche technique et Distribution.
Il ciclone est un film italien réalisé par Leonardo Pieraccioni, sorti en 1996.

## Fiche technique
- Titre : Il ciclone
- Réalisation : Leonardo Pieraccioni
- Scénario : Leonardo Pieraccioni et Giovanni Veronesi
- Photographie : Roberto Forza
- Montage : Mirco Garrone
- Musique : Claudio Guidetti
- Production : Vittorio Cecchi Gori
- Pays d'origine : Italie
- Genre : comédie
- Date de sortie : 1996

## Distribution
- Leonardo Pieraccioni : Levante Quarini
- Lorena Forteza : Caterina
- Barbara Enrichi : Selvaggia Quarini
- Massimo Ceccherini : Libero Quarini
- Sergio Forconi : Osvaldo Quarini
- Alessandro Haber : Naldone
- Tosca D'Aquino : Carlina
- Mario Monicelli : Gino (voix)
- Paolo Hendel